# 登別市消防本部
登別市消防本部（のぼりべつししょうぼうほんぶ）は、北海道登別市の消防部局（消防本部）。

## 沿革
「登別消防沿革」参照
1911年（明治44年）、登別温泉青年会が運動会の余興として登別駅から木製ポンプを借りて放水訓練を披露したことを契機に、青年会に消防部を設けた。1913年（大正2年）に集めた寄付金により腕用ポンプを買い入れて正式に発足し、他の地域にも青年会や私設消防組織が結成された。そして、1918年（大正7年）に地域ごとの消防体制を一本化した公設幌別村消防組が誕生した。1939年（昭和14年）に警防団令により消防組を改組し幌別村警防団となり、1947年（昭和22年）に消防団令により警防団を廃止して幌別村消防団が発足した。
- 1949年（昭和24年）：幌別村消防本部設置。
- 1951年（昭和26年）：町制施行し、幌別町消防本部となる。
- 1957年（昭和32年）：登別温泉消防庁舎新築。
- 1961年（昭和36年）：登別町への町名変更に伴い、登別町消防本部と改称。
- 1962年（昭和37年）：消防本部・中央公民館合同庁舎新築。
- 1964年（昭和39年）：救急業務開始。
- 1965年（昭和40年）：登別町消防署設置。室蘭市と消防相互応援協定締結。
- 1966年（昭和41年）：登別消防庁舎新築。
- 1967年（昭和42年）：鷲別消防庁舎新築。
- 1969年（昭和44年）：登別温泉分遣所・鷲別分遣所が出張所に昇格。登別温泉消防庁舎新築。白老町と消防相互応援協定締結。
- 1970年（昭和45年）：市制施行し、登別市消防本部・登別市消防署となる。
- 1973年（昭和48年）：登別分遣所が出張所に昇格。
- 1975年（昭和50年）：上鷲別派出所開設。
- 1977年（昭和52年）：来馬派出所を富士派出所、上鷲別派出所を美園派出所と改称。
- 1980年（昭和55年）：富士派出所庁舎新築。
- 1981年（昭和56年）：派出所を分遣所と改称。
- 1984年（昭和59年）：鷲別支署庁舎新築。
- 1985年（昭和60年）：幌別分遣所庁舎新築。
- 1986年（昭和61年）：高速自動車国道開通に伴い、救急隊新設。
- 1988年（昭和63年）：救急医療情報システム運用開始。
- 1991年（平成03年）：北海道広域消防相互応援協定締結。
- 1995年（平成07年）：宮城県白石市と「災害時の相互応援協定」締結。新潟県豊栄市（現在の新潟市北区）・東京都福生市・三重県久居市（現在の津市）・滋賀県守山市・山口県新南陽市（現在の周南市）と「災害時における相互応援協定」締結。
- 1996年（平成08年）：登別出張所が支署に昇格。北海道消防防災ヘリコプター応援協定締結。室蘭市・登別市・伊達市の「3市防災協定」締結。白老町と「災害時における相互応援協定」締結。
- 2000年（平成12年）：水難救助隊発足。
- 2011年（平成23年）：山岳救助隊発足。
- 2015年（平成27年）：消防救急無線のデジタル化運用開始[4]。美園分遣所解体[5]。
- 2020年（令和2年）：登別支署と登別温泉支署を統合して東支署を開設。

## 組織
「消防本部の組織」参照
- 市長 - 消防長
  - 消防本部
    - 総務グループ

  - 消防署
    - 警備グループ
    - 東支署
    - 鷲別支署

## 消防車両
「消防車両配置」参照
- 水槽付ポンプ車：5
- 消防ポンプ車：1
- 化学車：1
- 救助工作車：1
- 梯子車：1
- 救急車：3
- 広報車：2
- 指揮車：2
- 査察車：1
- 支援車：1
- その他車両：2

## 消防署
| 消防署       | 住所       | 支署                            | 分遣所                             |
| ------------ | ---------- | ------------------------------- | ---------------------------------- |
| 登別市消防署 | 中央町6-11 | 東：中登別町207 鷲別：鷲別町3-5 | 幌別：幌別町3-17-1 富士：富士町7-1 |